# Washington Redskins 2004
La stagione 2004 dei Washington Redskins è stata la 73ª della franchigia nella National Football League e la 67ª a Washington. Sotto la direzione del rientrante capo-allenatore Joe Gibbs la squadra terminò con un record di 6-10. Prima della stagione i Redskins acquisirono il running back Clinton Portis in cambio del cornerback futuro membro della Pro Football Hall of Fame Champ Bailey.

## Roster
| Roster dei Washington Redskins nel 2003 |
| --- |
| Quarterback - 8 Mark Brunell - 11 Patrick Ramsey Running Back - 26 Clinton Portis - 46 Ladell Betts - 40 Rock Cartwright - 30 Dahrran Diedrick - 45 Mike Sellers FB - 20 Chad Morton Wide Receiver - 80 Laveranues Coles - 87 Rod Gardner - 84 Taylor Jacobs - 85 Darnerian McCants - 83 James Thrash - 86 Antonio Brown Tight End - 47 Chris Cooley - 82 Brian Kozlowski - 88 Robert Royal - 86 Walter Rasby Offensive Linemen - 60 Chris Samuels T - 67 Ray Brown G - 71 Ethan Albright T - 66 Derrick Dockery G - 64 Lennie Friedman G - 74 Kenyatta Jones T - 69 Jim Molinaro T - 78 Vaughn Parker T - 52 Cory Raymer C - 77 Randy Thomas G Defensive Linemen - 96 Cornelius Griffin DT - 73 Ryan Boschetti DT - 57 Chris Clemons DE - 93 Phillip Daniels DE - 92 Demetric Evans DE - 99 Jermaine Haley DT - 75 Brandon Noble DT - 95 Joe Salave'a DT - 97 Renaldo Wynn DT Linebacker - 56 LaVar Arrington LB - 57 Michael Brown LB - 51 Brandon Barnes MLB - 50 Khary Campbell MLB - 59 Devin Lemons OLB - 98 Lemar Marshall OLB - 58 Antonio Pierce MLB - 53 Marcus Washington LB Defensive Back - 41 Matt Bowen SS - 37 Rufus Brown CB - 25 Ryan Clark FS - 22 Pat Dennis S - 29 Todd Franz SS - 21 Fred Smoot CB - 24 Shawn Springs CB - 36 Sean Taylor FS - 34 Andre Lott FS - 23 Ade Jimoh CB - 27 Walt Harris CB Special Team - 10 John Hall K - 5 Jeff Chandler K - 19 Tom Tupa P Squadra di allenamento - 18 Gari Scott WR - 30 Dahrran Diedrick RB - 59 Devin Lemons LB - 61 Ben Nowland C - 72 Nic Clemons DE - 79 Pita Elisara T |
| Legenda - I rookie sono in corsivo. - Il primo ruolo è il principale mentre gli eventuali successivi indicano i ruoli secondari. - (IR) sta per Injured Reserve ed indica la lista ristretta per un solo giocatore infortunato che può tornare ad allenarsi dopo la settimana 6 e a rientrare in prima squadra dopo che questa ha giocato 8 partite. - (NF-Inj.) / (NF-Ill.) stanno rispettivamente per Non-Football Injured e Non-Football Illness ed indicano le liste dove viene inserito un giocatore che ha un infortunio o una malattia non dipendente dal football americano. - (PUP) sta per Physically Unable to Perform ed indica la lista dove viene inserito un giocatore mentre è in attesa di recuperare la condizione fisica. Nella stagione regolare dopo la sesta partita giocata dalla propria squadra, il giocatore ha tempo tre settimane per riprendere ad allenarsi, più tre settimane aggiuntive dal suo rientro agli allenamenti per rientrare in prima squadra. |

## Calendario
| Stagione regolare |                    |                        |                    |                    |                          |                    |
| Turno             | Data               | Avversario             | Risultato          | Record             | Stadio                   | Pubblico           |
| 1                 | 12 settembre       | Tampa Bay Buccaneers   | V 16–10            | 1–0                | FedExField               | 90,098             |
| 2                 | 19 settembre       | at New York Giants     | S 14–20            | 1–1                | Giants Stadium           | 78,767             |
| 3                 | 27 settembre       | Dallas Cowboys         | S 18–21            | 1–2                | FedExField               | 90,367             |
| 4                 | 3 ottobre          | at Cleveland Browns    | S 13–17            | 1–3                | Cleveland Browns Stadium | 73,348             |
| 5                 | 10 ottobre         | Baltimore Ravens       | S 10–17            | 1–4                | FedExField               | 90,287             |
| 6                 | 17 ottobre         | at Chicago Bears       | V 13–10            | 2–4                | Soldier Field            | 61,985             |
| 7                 | Settimana di pausa | Settimana di pausa     | Settimana di pausa | Settimana di pausa | Settimana di pausa       | Settimana di pausa |
| 8                 | 31 ottobre         | Green Bay Packers      | S 14–28            | 2–5                | FedExField               | 89,295             |
| 9                 | 7 novembre         | at Detroit Lions       | V 17–10            | 3–5                | Ford Field               | 62,657             |
| 10                | 14 novembre        | Cincinnati Bengals     | S 10–17            | 3–6                | FedExField               | 87,786             |
| 11                | 21 novembre        | at Philadelphia Eagles | S 6–28             | 3–7                | Lincoln Financial Field  | 67,720             |
| 12                | 28 novembre        | at Pittsburgh Steelers | S 7–16             | 3–8                | Heinz Field              | 63,707             |
| 13                | 5 dicembre         | New York Giants        | V 31–7             | 4–8                | FedExField               | 87,872             |
| 14                | 12 dicembre        | Philadelphia Eagles    | S 14–17            | 4–9                | FedExField               | 90,089             |
| 15                | 18 dicembre        | at Francisco 49ers     | V 26–16            | 5–9                | Monster Park             | 65,710             |
| 16                | 26 dicembre        | at Dallas Cowboys      | S 10–13            | 5–10               | Texas Stadium            | 63,705             |
| 17                | 2 gennaio          | Minnesota Vikings      | V 21–18            | 6–10               | FedExField               | 78,876             |

## Classifiche
| NFC East                |    |    |   |      |     |      |     |     |     |
|                         | V  | S  | P | %    | DIV | CONF | PF  | PS  | STR |
| (1) Philadelphia Eagles | 13 | 3  | 0 | .813 | 6–0 | 11–1 | 386 | 260 | S2  |
| New York Giants         | 6  | 10 | 0 | .375 | 3–3 | 5–7  | 303 | 347 | V1  |
| Dallas Cowboys          | 6  | 10 | 0 | .375 | 2–4 | 5–7  | 293 | 405 | S1  |
| Washington Redskins     | 6  | 10 | 0 | .375 | 1–5 | 6–6  | 240 | 265 | V1  |